# Speleophria
Speleophria é um género de crustáceo da família Misophriidae.
Este género contém as seguintes espécies:
- Speleophria bivexilla
- Speleophria scottodicarloi